# .ls
.ls — в Інтернеті, національний домен верхнього рівня (ccTLD) для Лесото.

## Домени 2-го та 3-го рівнів
В цьому національному домені нараховується близько 70,700 вебсторінок (станом на січень 2007 року).
У наш час використовуються та приймають реєстрації доменів 3-го рівня такі доменні суфікси (відповідно, існують такі домени 2-го рівня):
| Суфікс  | Регламентовані користувачі          |
| .co.ls  | Комерційні установи, корпорації     |
| .gov.ls | Державні та урядові установи        |
| .org.ls | Неприбуткові, неурядові організації |